# Dietrich Weise
Dietrich Weise (ur. 21 listopada 1934 w Gröben, zm. 20 grudnia 2020) – niemiecki piłkarz, a także trener.

## Kariera piłkarska
W trakcie kariery Weise grał w zespołach Fortschritt Weißenfels, SpVgg Neckarsulm oraz VfR Heilbronn.

## Kariera trenerska
Weise karierę rozpoczął w zespole VfR Heilbronn. Następnie prowadził SpVgg Neckarsulm, a w 1969 roku został tymczasowym trenerem drużyny 1. FC Kaiserslautern. W Bundeslidze zadebiutował 17 maja 1969 roku w zremisowanym 2:2 meczu z Eintrachtem Frankfurt. Kaiserslautern prowadził do końca sezonu 1968/1969. W marcu 1971 roku ponownie został szkoleniowcem tego zespołu. W 1972 roku dotarł z nim do finału Pucharu RFN. Klub ten trenował do końca sezonu 1972/1973.
Przez następne trzy sezony Weise prowadził inny pierwszoligowy zespół, Eintracht Frankfurt. W 1974 roku zdobył z nim Puchar RFN, a także zajął 4. miejsce w Bundeslidze. W 1975 roku ponownie zdobył z Eintrachtem Puchar Niemiec. W Bundeslidze zajął z nim natomiast 3. miejsce. W 1976 roku przeszedł do Fortuny Düsseldorf, także grającej w Bundeslidze. W 1978 roku dotarł z nią do finału Pucharu RFN. Po tym osiągnięciu odszedł z Fortuny.
Następnie Weise trenował reprezentację RFN U-18 oraz U-20, z którą w 1981 roku wygrał Młodzieżowe Mistrzostwa Świata. Potem ponownie trenował nadal pierwszoligowe zespoły 1. FC Kaiserslautern oraz Eintracht Frankfurt.
Kolejnym klubem Weise był egipski Al-Ahly Kair. W 1989 roku zdobył z nim mistrzostwo Egiptu oraz Puchar Egiptu. Potem prowadził reprezentację Egiptu, a w 1991 roku został selekcjonerem reprezentacji Liechtensteinu. Po raz pierwszy poprowadził ją 12 marca 1991 roku w przegranym 0:6 towarzyskim spotkaniu ze Szwajcarią. Drużynę Liechtensteinu trenował do 1996 roku.